# 酒色艳团扇蟹
酒色艳团扇蟹（学名：Baptozius vinosus）为扇蟹科艳团扇蟹属的动物。分布于日本、所罗门群岛、西里伯岛、安达曼以及中国大陆的海南岛等地，生活环境为海水，多见于红树林区或近河口处泥滩洞穴中。